# Koundou
Koundou est un village du Cameroun, situé dans l'arrondissement (commune) de Mengang, le département du Nyong-et-Mfoumou et la région du Centre.

## Population
En 1961, Koundou comptait 320 habitants, principalement des Yembama. Lors du recensement de 2005, on y a dénombré 207 personnes.

## Personnalités liées à Koundou
- Jean-Baptiste Ama, évêque catholique, né à Koundou en 1929[3].